# Александров, Александр Иванович (критик)
Алекса́ндр Ива́нович Алекса́ндров (1918, Москва — 1987, Москва) — советский кинокритик, киновед, редактор.

## Биография
Родился в 1918 году в Москве. Его отец, Иван Николаевич Александров, был актёром Камерного театра.
В 1930-е годы учился на историческом факультете Московского института философии, литературы и истории. В 1941 году студентом ушёл на фронт, воевал в пехоте и авиации. В послевоенное время работал редактором в издательстве в Лейпциге. Вернувшись на родину, возглавлял отделы в редакциях различных газет и журналов.
С 1962 по 1966 год был начальником иностранного отдела Госфильмофонда СССР. По словам киноведа Наума Клеймана, при Александрове в Госфильмофонде возникла «стимулирующая дискуссии научная атмосфера», на просмотры новых зарубежных кинокартин стали регулярно приезжать «все лидеры тогдашней критики: Инна Соловьева, Вера Шитова, Майя Туровская, Нея Зоркая, Юрий Ханютин». Нея Зоркая вспоминала:

А. И. Александров (…) обожал открывать и показывать ранее засекреченное, радовался, что в залы рвётся молодёжь. И мы рвались — это были прекрасные дни! Смотрели мировое кино, по 4-5 копий в день.
Выступал в печати с рецензиями, читал лекции о кино, организовывал кинопоказы по всему Советскому Союзу. Подготовил для издательства «Искусство» сборник о Франсуа Трюффо, который был отклонён по цензурным соображениям. Тем не менее опубликованная в «Искусстве кино» рецензия Александрова на фильм Трюффо «Нежная кожа» (1964) оказала, по свидетельству киноведа Александра Трошина, существенное влияние на тогдашних студентов ВГИКа. Киновед Елена Гращенкова писала:

Когда-то Александр Иванович написал прекрасную рецензию на фильм Франсуа Трюффо «Нежная кожа». Этот фильм был для него программным. Потому что в нём была сделана удачная попытка «неустанно бродить по берегам потока времени и вылавливать разные вещи» (так говорил он о собственном творческом существовании). Но главное, потому, что «нежная кожа» была знаком самого Александра Ивановича. И ему было очень нелегко залечивать раны, которые он непрестанно получал, стоило ему открыть глаза и почувствовать Время.
С десятилетнего возраста Александр Александров занимался фотографией. О его фотоработах высоко отзывались Арсений Тарковский, Чингиз Айтматов, Сергей Герасимов, Юрий Домбровский.